# Lycosa leucophaeoides
Lycosa leucophaeoides là một loài nhện trong họ Lycosidae.
Loài này thuộc chi Lycosa. Lycosa leucophaeoides được Carl Friedrich Roewer miêu tả năm 1951.